# Brđani (Prijedor)
Brđani (en cirílico: Брђани) es una aldea de la municipalidad de Prijedor, Republika Srpska, Bosnia y Herzegovina.

## Población
| Composición de la Población - Localidad de Brđani | Composición de la Población - Localidad de Brđani | Composición de la Población - Localidad de Brđani | Composición de la Población - Localidad de Brđani | Composición de la Población - Localidad de Brđani | Composición de la Población - Localidad de Brđani |
| ------------------------------------------------- | ------------------------------------------------- | ------------------------------------------------- | ------------------------------------------------- | ------------------------------------------------- | ------------------------------------------------- |
|                                                   | 2013                                              | 1991                                              | 1981                                              | 1971                                              | 1961                                              |
| Total                                             | 1.343                                             | 1 731 (100,0%)                                    | 1 827 (100,0%)                                    | 1 503 (100,0%)                                    | 1 408 (100,0%)                                    |
| Varones                                           | 674                                               | -                                                 | -                                                 | -                                                 | -                                                 |
| Mujeres                                           | 669                                               | -                                                 | -                                                 | -                                                 | -                                                 |
| Bosniacos                                         | 1.234                                             | 1.536 (88,73%)                                    | 1.541 (84,35%)                                    | 1.228 (81,70%)                                    | 965 (68,54%)                                      |
| Serbios                                           | 100                                               | 181 (10,46%)                                      | 252 (13,79%)                                      | 260 (17,30%)                                      | 287 (20,38%)                                      |
| Croatas                                           | 6                                                 | 2 (0,116%)                                        | 2 (0,109%)                                        | 1 (0,067%)                                        | 4 (0,284%)                                        |
| Bosnios                                           | -                                                 | -                                                 | -                                                 | -                                                 | -                                                 |
| Gitanos                                           | -                                                 | -                                                 | -                                                 | -                                                 | -                                                 |
| Musulmanes                                        | -                                                 | -                                                 | -                                                 | -                                                 | -                                                 |
| Albaneses                                         | -                                                 | -                                                 | -                                                 | -                                                 | -                                                 |
| Yugoslavos                                        | -                                                 | 7 (0,404%)                                        | 25 (1,368%)                                       | 1 (0,067%)                                        | 146 (10,37%)                                      |
| Ukranianos                                        | -                                                 | -                                                 | -                                                 | -                                                 | -                                                 |
| Montenegrinos                                     | -                                                 | -                                                 | -                                                 | -                                                 | -                                                 |
| Eslovenos                                         | 1                                                 | -                                                 | -                                                 | -                                                 | -                                                 |
| Ortodoxos                                         | 1                                                 | -                                                 | -                                                 | -                                                 |                                                   |
| Macedonios                                        | -                                                 | -                                                 | -                                                 | 1 (0,067%)                                        | -                                                 |
| Húngaros                                          | -                                                 | -                                                 | -                                                 | -                                                 | -                                                 |
| Otros                                             | -                                                 | 5 (0,289%)                                        | 7 (0,383%)                                        | 12 (0,798%)                                       | 6 (0,426%)                                        |
| Sin declarar                                      | -                                                 | -                                                 | -                                                 | -                                                 | -                                                 |
| Desconocidos                                      | 1                                                 | -                                                 | -                                                 | -                                                 | -                                                 |